# Max Hummeltenberg
Max Hummeltenberg (* 8. Oktober 1913 in Remscheid; † 25. März 2004 in Nassenheide) war ein deutscher Funktionär der DDR-Blockpartei National-Demokratischen Partei Deutschlands (NDPD) und Übersetzer russischer Literatur. Er war Vorsitzender des Bezirksvorstandes Potsdam und Mitglied des Hauptausschusses der NDPD.

## Leben
Der Sohn eines Beamten absolvierte nach dem Besuch der Volksschule und des Gymnasiums ein Studium der Kunstgeschichte und Psychologie an der Universität Marburg, wo er im Sommersemester 1934 der Marburger Burschenschaft Rheinfranken beitrat. Er wurde 1939 in Marburg zum Dr. phil. („Vorstellungstypus, Gedächtnis und Gesamtpersönlichkeit“) promoviert. 
Er beantragte am 14. Juni 1937 die Aufnahme in die NSDAP und wurde rückwirkend zum 1. Mai desselben Jahres aufgenommen (Mitgliedsnummer 5.395.220). Während des Zweiten Weltkrieges leistete er Kriegsdienst als Heerespsychologe in der Wehrmacht. Ab 1941 leistete er Dienst an der Front. Als Oberleutnant des Infanterie-Regiments 212 geriet er bei den Kämpfen um Charkow verwundet in sowjetische Kriegsgefangenschaft. Er besuchte eine Antifaschule und war Gründungsmitglied des BDO sowie Angehöriger des NKFD. Er war Mitunterzeichner des „Aufrufs an die deutschen Generale und Offiziere! An Volk und Wehrmacht!“ vom 12. September 1943.
Hummeltenberg kehrte 1950 nach Deutschland zurück und ging in die Sowjetische Besatzungszone. Er trat 1950 der NDPD bei und wurde NDPD-Funktionär. Er war zunächst Direktor der Landesparteischule der NDPD Sachsen-Anhalt und ab April 1951 Leiter der Abteilung Lehrerschulung in der Hauptabteilung Politisches Studium und Kultur im NDPD-Parteivorstand. Ende Juli 1951 wurde er persönlicher Referent des Politischen Geschäftsführers der NDPD, Heinrich Homann. 1952/53 fungierte er als Stellvertreter des Vorsitzenden des Rates des Bezirkes Leipzig und von Mai 1953 bis 1955 als Vorsitzender des NDPD-Bezirksvorstandes Potsdam (Nachfolger von Hans Lohrisch). Zeitweise war er Abgeordneter des Bezirkstages Potsdam.
Im August 1955 wurde er stellvertretender Chef und 1956 Chef des Protokolls des Ministeriums für Auswärtige Angelegenheiten der DDR (Nachfolger von Ferdinand Thun). Ende Juli 1958 bestätigte ihn das Politbüro des ZK der SED als Chef des Diplomatischen Protokolls und beauftragte die Genossen der SED im MfAA, innerhalb von zwei Monaten einen Genossen der SED als Chef des Diplomatischen Protokolls vorzuschlagen und Hummeltenberg für eine andere Funktion vorzusehen. Hummeltenberg übte das Amt bis zum Herbst 1958 aus und wurde durch den SED-Genossen Klaus Willerding ersetzt.
Ab Januar 1958 war er Vorstandsmitglied der Arbeitsgemeinschaft ehemaliger Offiziere (AeO) und von 1958 bis 1971 Chefredakteur des Mitteilungsblatts der AeO. Von 1958 bis 1978 war er wissenschaftlicher Mitarbeiter am Institut für Militärgeschichte in Potsdam. Er war auch als Übersetzer russischer Literatur tätig, übersetzte vor allem die Bücher des sowjetischen Kinderbuchautors Arkadi Gaidar ins Deutsche.  
Hummeltenberg lebte zuletzt in Berlin und starb im Alter von 90 Jahren.

## Auszeichnungen
- 1965 Vaterländischer Verdienstorden  in Bronze und 1978 in Silber
- 1981 Übersetzerpreis des Kinderbuchverlages der DDR
- 1988 Orden Stern der Völkerfreundschaft in Silber